# Janów (powiat radomszczański)
Janów – wieś w Polsce położona w województwie łódzkim, w powiecie radomszczańskim, w gminie Dobryszyce.
Do 2023 miejscowość była częścią wsi Borowa.
W latach 1975–1998 miejscowość należała administracyjnie do województwa piotrkowskiego.